# Festival Internacional de Cine de Cannes de 1980
El 33º Festival Internacional de Cine de Cannes se celebró entre el 9 al 23 de mayo de 1980. La Palma de Oro fue otorgada ex aequo a All That Jazz de Bob Fosse y Kagemusha de Akira Kurosawa
El festival se abrió con Fantastica, dirigida por Gilles Carle y se cerró con Sono fotogenico, dirigida por Dino Risi. La exhibición de la película Stalker de Andrei Tarkovsky fue interrumpida por una huelga de electricistas.

## Jurado

### Competición principal

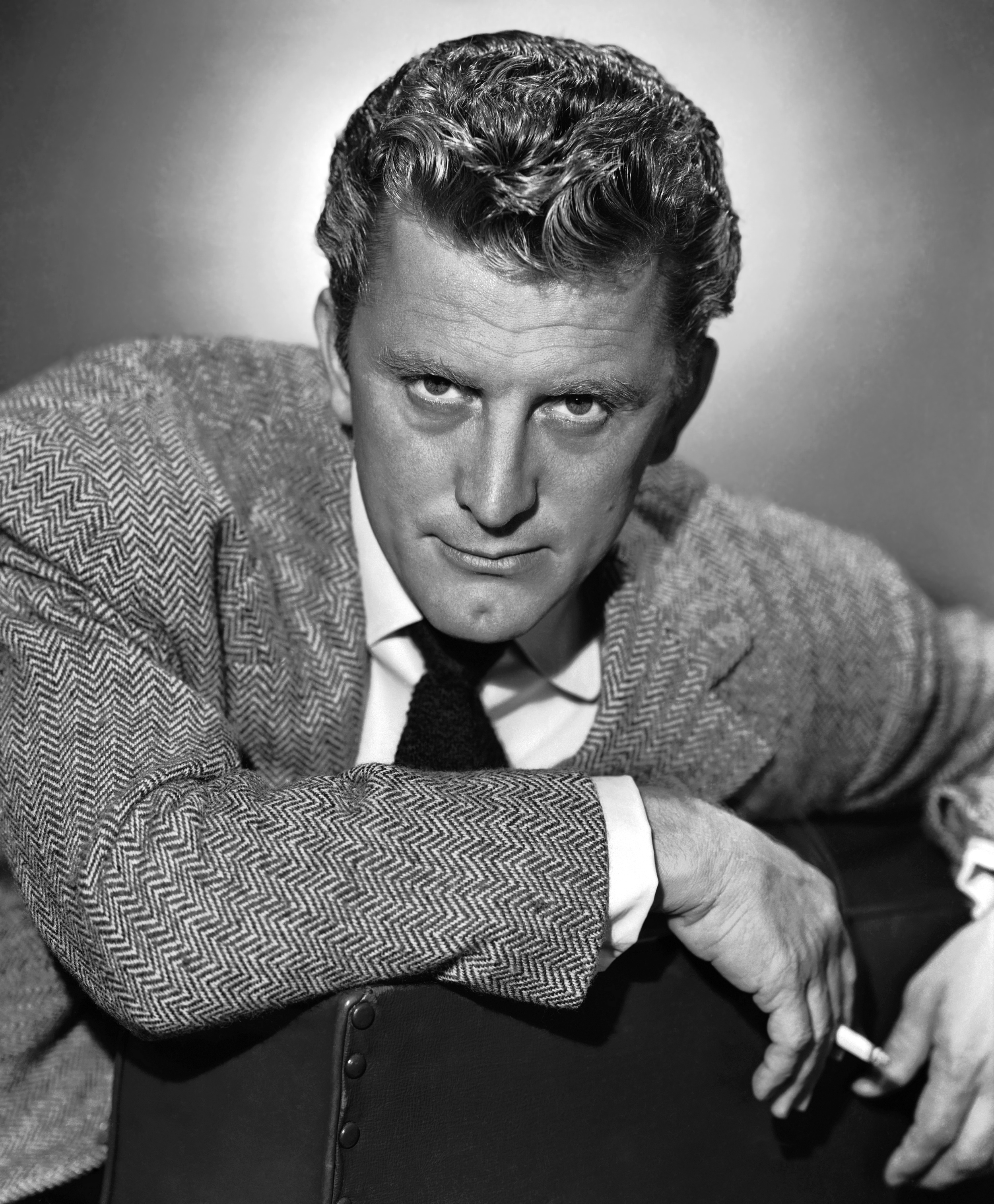
Kirk Douglas, presidente del jurado

Las siguientes personas fueron nominadas para formar parte del jurado de la competición principal en la edición de 1981:
- Kirk Douglas (USA) Presidente
- Ken Adam (GB)
- Robert Benayoun (Francia)
- Veljko Bulajić (Yugoslavia)
- Leslie Caron (Francia)
- Charles Chaplin (USA)
- André Delvaux (Bélgica)
- Gian Luigi Rondi (Italia)
- Michael Spencer (Canadá)
- Albina du Boisrouvray (Francia)

## Selección oficial

### En competición – películas
Las siguientes películas compitieron por la Palma d'Or:
- All That Jazz de Bob Fosse
- Being There de Hal Ashby
- The Big Red One de Samuel Fuller
- Breaker Morant de Bruce Beresford
- Bye Bye Brasil de Carlos Diegues
- Constans de Krzysztof Zanussi
- Dedicatoria de Jaime Chávarri
- Ek Din Pratidin de Mrinal Sen
- Fantastica de Gilles Carle
- Örökség de Márta Mészáros
- Jaguar de Lino Brocka
- Kagemusha d'Akira Kurosawa
- Salto nel vuoto de Marco Bellocchio
- The Long Riders de Walter Hill
- Loulou de Maurice Pialat
- Le Chaînon manquant de Picha
- El meu oncle d'Amèrica de Alain Resnais
- Out of the Blue de Dennis Hopper
- Kaltgestellt de Bernhard Sinkel
- Sauve qui peut (la vie) de Jean-Luc Godard
- Poseban tretman de Goran Paskaljević
- La terrazza de Ettore Scola
- Une semaine de vacances de Bertrand Tavernier

### Un Certain Regard
Las siguientes películas fueron elegidas para competir en Un Certain Regard:
- Tcherike-ye Tara de Bahram Bayzai
- Der Kandidat de Volker Schlöndorff
- Kristoffers hus de Lars Lennart Forsberg
- Csontváry de Zoltán Huszárik
- Dani od snova de Vlatko Gilic
- La femme enfant de Raphaële Billetdoux
- The Gamekeeper de Ken Loach
- Portrait d'un homme 'à 60% parfait': Billy Wilder de Annie Tresgot
- Causa králík de Jaromil Jireš
- Sitting Ducks de Henry Jaglom
- Maledetti vi amerò de Marco Tullio Giordana
- Wege in der Nacht de Krzysztof Zanussi
- Der Willi-Busch-Report de Niklaus Schilling

### Películas fuera de competición
Las siguientes películas fueron elegidas para ser proyectadas fuera de competición:
- Breaking Glass de Brian Gibson
- La città delle donne de Federico Fellini
- Sono fotogenico de Dino Risi
- Lightning Over Water de Wim Wenders, Nicholas Ray
- Nezha nao hai de Yan Ding Xian, Wang Shuchen, Jingda Xu
- Téléphone public de Jean-Marie Périer
- Le risque de vivre de Gérald Calderon
- Stàlker de Andrei Tarkovsky
- Stir de Stephen Wallace
- SuperTotò de Brando Giordani, Emilio Ravel

### Cortometrajes en competición
Los siguientes cortometrajes competían para la Palma de Oro al mejor cortometraje:
- Arrêt momentané de Marie-France Siegler
- The Beloved de Michel Bouchard
- Canada Vignettes: The Performer de Norma Bailey
- Grandomaniya de Nikolay Todorov
- Krychle de Zdenek Smetana
- Magyar kepek de Csaba Szórády
- La Petite enfance du cinéma de Joël Farges
- Rails de Manolo Otero
- Scheherazade de Susan Casey, Nancy Naschke
- Seaside Woman de Oscar Grillo
- Sky Dance de Faith Hubley
- Z górki de Marian Cholerek

## Secciones paralelas

### Semana Internacional de los Críticos
Las siguientes películas fueron elegidas para ser proyectadas en la Semana de la Crítica (19º Semaine de la Critique):
Películas en competición
- Istòria d'Adrian (Histoire d'Adrien) de Jean-Pierre Denis (Francia)
- Babylon de Franco Rosso (U.K.)
- Best Boy de Ira Wohl (Estados Unidos)
- Immacolata e Concetta, l'altra gelosia de Salvatore Piscicelli (Italia)
- Aktorzy prowincjonalni d'Agnieszka Holland (Polonia)
- Jūkyūsai no Chizu de Mitsuo Yanagimachi (Japón)
- Bildnis einer trinkerin de Ulrike Ottinger (RFA)

### Quincena de Realizadores
Las siguientes películas fueron elegidas para ser proyectadas en la Quincena de Realizadores de 1980 (Quinzaine des Réalizateurs):
Películas
- Afternoon of War de Karl Francis
- Aziza de Abdellatif Ben Ammar
- The Blood Of Hussain de Jamil Dehlavi
- Carny de Robert Kaylor
- Gaijin - Caminhos da Liberdade de Tizuka Yamasaki
- Gal Young Un de Victor Nuñez
- L'Homme à tout faire de Micheline Lanctôt
- Hazal d'Ali Ozgentürk
- Manhã Submersa de Lauro Antonio
- Manoa de Solveig Hoogesteijn
- Mater Amatisima de José A. Salgot
- Oggetti Smarriti de Giuseppe Bertolucci
- Opname de Erik van Zuylen, Marja Kok
- Ordnung de Sohrab Shahid Saless
- Die Patriotin de Alexander Kluge
- Pelnia de Andrzej Kondratiuk
- Prostitute de Tony Garnett
- Radio On de Christopher Petit
- Die Reinheit des Herzens de Robert van Ackeren
- Sonntagskinder de Michael Verhoeven
- Vasárnapi szülök de János Rózsa
- Union City de Marcus Reichert

Cortometrajes
- Noticiero Incine de Frank Pineda, Ramiro Lacayo
- Ovtcharsko de Christo Kovatchev
- Vietnam, voyage dans le temps de Edgar Telles Ribeiro

## Premios

### Premios oficiales

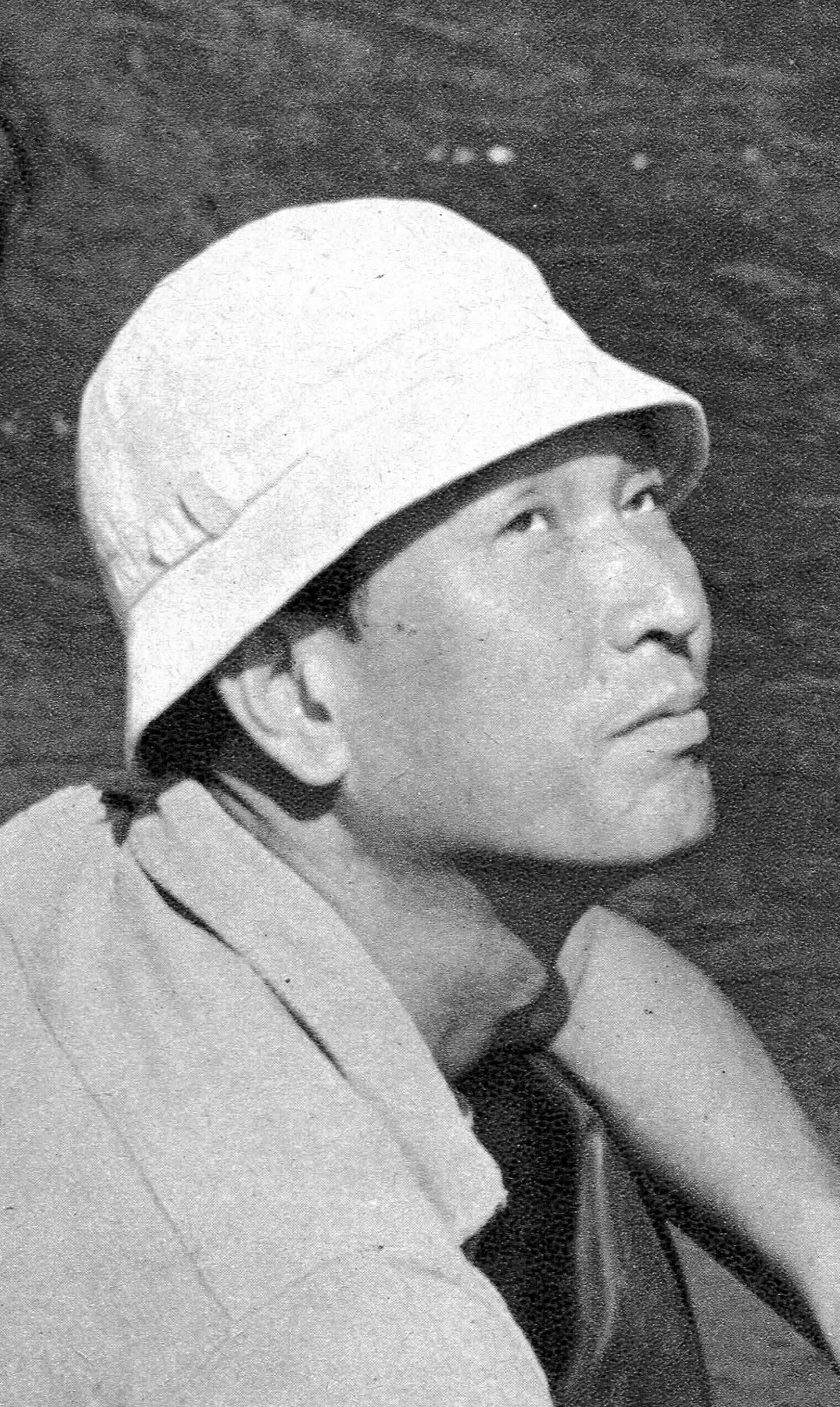
Akira Kurosawa, ganador de la Palma de Oro

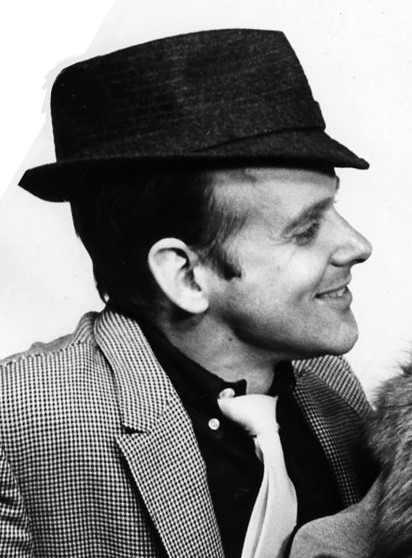
Bob Fosse, ganador de la Palma de Oro

Els galardonados en las secciones oficiales de 1982 fueron:
- Palma de Oro: 
  - All That Jazz de Bob Fosse
  - Kagemusha de Akira Kurosawa
- Gran Premio del Jurado: Mi tío de América de Alain Resnais (unánimemente)
- Mejor guion: Ettore Scola, Agenore Incrocci y Furio Scarpelli por La terrazza
- Mejor actriz:  Anouk Aimée por Salto nel vuoto
- Mejor actor: Michel Piccoli por Salto nel vuoto
- Premio del Festival de Cannes al mejor actor secundario: Jack Thompson por Breaker Morant
- Premio del Festival de Cannes al mejor actriz secundaria:  Milena Dravić por Poseban tretman y Carla Gravina por La terrazza
- Premio del Jurado: Constans de Krzysztof Zanussi

Caméra d'or
- Caméra d'or:  Istòria d'Adrian de Jean-Pierre Denis
- Palma de Oro al mejor cortometraje: Seaside Woman de Oscar Grillo
- Premio del jurado Canada Vignettes: The Performer de Norma Bailey y Krychle de Zdenek Smetana

### Premios independentes
Premios FIPRESCI
- Mi tío de América de Alain Resnais (En competición)
- Aktorzy prowincjonalni de Agnieszka Holland (Semana internacional de la Crítica)
- Gaijin - Caminhos da Liberdade de Tizuka Yamasaki (Quincena de los realizadores)

Commission Supérieure Technique
- Gran Premio Técnico: Le Risque de vivre de Gérald Calderon (exhibida fuera de competición)

Jurado Ecuménico
- Premio del Jurado Ecuménico: Constans de Krzysztof Zanussi

Premio de la Juventud
- Looks and Smiles de Ken Loach
- Neige de Juliet Berto y Jean-Henri Roger